# Rudolf Reichenau
Rudolf Reichenau (* 12. Mai 1817 in Marienwerder; † 17. Dezember 1879 in Berlin) war ein deutscher Schriftsteller.

## Leben
Rudolf Reichenau wurde als Sohn eines Medizinalrates geboren. Er besuchte das Gymnasium in Marienwerder. Nach dem Abitur studierte er an den Universitäten Bonn und Berlin Rechtswissenschaften. 1838 wurde er Mitglied des Corps Borussia Bonn. Nach Abschluss des Studiums betätigte er sich schriftstellerisch. In seinen humoristisch-pädagogischen Büchern orientierte er sich an Bogumil Goltz, schrieb jedoch weniger zynisch.
Rudolf Reichenau starb 1879 im Alter von 62 Jahren in Berlin und wurde auf dem Alten St.-Matthäus-Kirchhof in Schöneberg beigesetzt. Das Grab ist nicht erhalten geblieben.

## Auszeichnungen
- Ehrenmitglied des Corps Borussia Bonn

## Schriften
- Auswärts und daheim, 1864
- Child-life, 1871 (Übersetzung aus dem Englischen des Buches von Crichton Campbell)
- Am eigenen Herde: Aus den neuen vier Wänden, 1873
- Die Alten: Letzte Bilder aus unsern vier Wänden, 1876
- Bilder aus dem Kinderleben: Aus unsern vier Wänden, Leipzig 1877 online – Internet Archive (in zahlreichen Auflagen erschienen, auch in niederländischer Sprache)
- Deutsches Kinderleben: Plaudereien aus den vier Wänden
- Von anno Dazumal: 3 Geschichten aus längst vergangenen Tagen
- Liebesgeschichten: Neues aus den alten vier Wänden